# UFC 199
UFC 199: Rockhold vs. Bisping 2 var en MMA-gala som arrangerades av Ultimate Fighting Championship och ägde rum 4 juni 2016 i Inglewood i USA. 

## Resultat
1. ↑  Titelmatch i mellanvikt.
2. ↑  Titelmatch i bantamvikt.